# Éile
Éile (in inglese Ely) fu un piccolo regno irlandese a cavallo tra le odierne contea di Offaly e la parte settentrionale della contea di Tipperary. Cuore del regno era quello che in epoca storica fu conosciuto come baronia di Eliogarty. Il clan o popolo di Éile affermava di discendere da Cian, figlio più giovane di Ailill Aulom e fratello di Eógan Mór, in modo da creare in questo modo una parentela con gli Eóganachta. È stato suggerito che il popolo di Éile in realtà potrebbe essere stato di origine Laigin e che potrebbe aver regnato sull'area di Cashel prima dell'ascesa degli Eóganachta, come suggerito dal ruolo svolto da loro nei racconti sull'origine e l'ascesa di questi ultimi, come il Senchas Fagbála Caisil.
Éile era delimitata a nord dal regno di Mide, a sud da Cashel e ad est dal regno di Ossory. Comprendeva i territori che poi sarebbero divenuti le baronie di Clonlisk, Ballybritt, Ikerrin ed Eliogarty. Nel XII secolo si era fortemente ridotto di dimensioni. L'area, allora conosciuta come Éile, era divisa in due regioni principali o signorie, la cui parte settentrionale, chiamata Éile Uí Chearbhaill (Ely O'Carroll), era governata dalla famiglia O'Carroll, mentre la signoria meridionale, chiamata Éile Uí Fhogartaigh (Ely O'Fogarty), era governata dalla famiglia O'Fogarty, che forse era di un lignaggio diverso, probabilmente discendente dai Dalcassiani, rispetto agli O'Carrolls. In alternativa si potrebbe pensare che fossero effettivamente affini, ma che per ragioni politiche furono in seguito associati a diverse dinastie provinciali. John O'Hart trova una discendenza Uí Néill da Fogartach mac Néill per i O'Fogartys.
Ely O'Carroll originariamente apparteneva al Munster, ma ora si trova nella contea di Offaly, nelle baronie di Clonlisk e Ballybritt. Il confine tra Ely O'Carroll e l'antico regno di Mide coincide con quello che attualmente separa la diocesi di Killaloe e la diocesi di Meath. Quella parte della contea di Offaly che appartiene alla diocesi di Killaloe era Ely O'Carroll e originariamente apparteneva al Munster. Ely O'Fogarty includeva le baronie di Ikerrin ed Eliogarty, ora nella contea di Tipperary, nel Munster. Dopo l'invasione normanna dell'Irlanda, queste baronie furono aggiunte alla contea palatina dell'earl di Ormond. I signori nativi, O'Meagher e O'Fogarty, furono lasciati in possesso delle loro terre, ma vennero obbligati a rendere omaggio all'earl di Ormond.

## Fonti
AI=Annali di Inisfallen. LC=Annali di Lough Cé. M=Annali dei Quattro Maestri. C=Cronaca degli Scoti.
- 571 - The battle of Tola, by Fiachna, son of Baedan, son of Cairell, against the people of Osraighe and Eile; and they were defeated. Tola is the name of a plain situated between Cluain Fearta Molua and Saighir.
- AI669 - Death of Forchellach, king of Éile.
- 707, The battle of Dola, in Magh Ele, where Leathlobhar, son of Eochaidh, Cu Allaidh, and Cu Dinaisc, were slain.
- AI744, Death of Ardgal, king of Éile.
- M757/T762, Fogartach, son of Eochaidh, lord of Eile died.
- M847, Tuathal, son of Ceallach, lord of Eile, died.
- 874 Donnchadh, son of Maelseachlainn, was mortally wounded by the Eili.
- 888, A battle was gained over the Eili by Maelguala and the men of Munster, at Caiseal, in which many noble youths were slain.
- 900 - A battle was gained by Ceallach, son of Cearbhall, and by the Osraighi, over the Eili and the Muscraighi, in which fell one hundred and ten persons, among whom was Techtegan, son of Uamnachan, lord of Eili, and many others of distinction.
- M903, Cnáimheini, mac Maenaigh, tighearna Ele, d'ég.
- M975 -  Seachnasach mac h-Iruaidh tigherna Eile do mharbhadh.
- c.1000 - Cearball mac Dublaidhe Duind appears king of Éile in MacLiacc poem 'Siath righ Gaela, glantar hi!'
- AI1022 - Death of Gilla Pátraic son of Cerball, king of Éile.
- 1023 - Tadhg, mac Briain, mic Cindeittigh, do mharbhadh do Eilibh i fiull, iar na eráil dia bhrathair féin do Dhonnchadh, forrae.
- AI1028 - Death of Ua Dubchróin, king of Éile.
- LC1033 - Aimhergin Ua Cerbhaill, king of Eile, died.
- LC1033 - A victory was gained by the Eile, in which Braen Ua Clerigh, and Muiredhach, son of Mac Gillapatraic, et alii multi, were slain.
- U1033 - A rout was inflicted among the Éile in which Braen ua Cléirig and Muiredach grandson of Gilla Pátraic and many others fell.
- AI1033 - Braen Ua Cléirig, king of Éile, was killed.
- M1050 - Maelruanaidh, son of Cucoirne, lord of Eile, was killed by his own people.
- LC1050 - Maelruanaidh, grandson of Cucoirne, king of Eile, died.
- U1050 - Mael Ruanaid son of Cú Choirne, king of Éile, was killed (by his own people).
- LC1058 - Ribhardan, son of Cucoirne, king of Eile, fell.
- M1071 - The son of Righbhardan, son of Cucoirne, lord of Eile, was slain in a battle.
- M1072 - Ua Fogarta, lord of Eile, was killed by Ua Briain.
- AI1071 - Rígbardán's son, king of Éile, was slain.
- M1121 - Ríghbhardán, mac Con Choirne, tighearna Ele do écc.
- M1145 - Finn Ua Cearbhaill, Tanist of Eile, was killed.
- M1152 - Domhnall, son of Righbhardan, lord of Eile, was slain by the son of the Long-legged (An Chos Fhada) Ua Cearbhaill.
- AI1058.4 Tairdelbach Ua Briain brought the son of Mael na mBó, and the Laigin, Osraige, and foreigners with him to attack Brian's son, and they burned the greater part of In Machaire as far as Luimnech. And the Munstermen themselves burned Luunnech lest the other party should burn it, and they were engaged as they were turning out of it, and a few of the others and a good many of the Munstermen were slain, including Ua Lígda, erenagh of Imlech Ibuir, the son of Cú Choirne, king of Éile, and Ua Gébennaig, king of In Déis Bec.
- M1163 - The son of Finn Ua Cearbhaill, lord of North Eile, was slain by Domhnall, son of Toirdhealbhach.
- M1174, Ruaidri h-Úa Cerbaill [Rory O'Carroll], Lord of Ely, was slain in the middle of the island of Inish-cloghran.
- AI1174 - A hosting by the grey foreigners, and they came into Éile. Domnall Ua Briain and the Tuadmumu assembled [against them] at Durlas Ua Fócarta, and a battle was fought between them, in which the grey foreigners were defeated, seven hundred or somewhat more being slain.
- M1205 - The son of Guill-bhealach O'Carroll, Lord of Ely, was slain by the English.
- C1318 - A great victory was gained over the English in Ely, by O'Carroll; and Adam Mares and many other Englishmen were slain.
- C1399 - Tadc O Cerbaill, king of Ely, was captured by the Earl of Ormond this year.
- M1432 - A great war broke out between O'Carroll, Lord of Ely, and the Earl of Ormond; and the Earl marched at the head of a great army into Ely, ravaged the country, and demolished O'Carroll's two castles.
- M1443 - Maelruanaid O Cerbaill, king of Ely, died this year.